# Роттах-Егерн
Роттах-Егерн (нім. Rottach-Egern) — громада в Німеччині, знаходиться в землі Баварія. Підпорядковується адміністративному округу Верхня Баварія. Входить до складу району Місбах.
Площа — 59,10 км2. Населення становить 5806 ос. (станом на 31 грудня 2020).

## Географія

### Сусідні міста та громади
Роттах-Егерн межує з 5 містами / громадами:
- Бад-Вісзе
- Гмунд-ам-Тегернзе
- Кройт
- Тегернзе
- Шлірзе

## Галерея

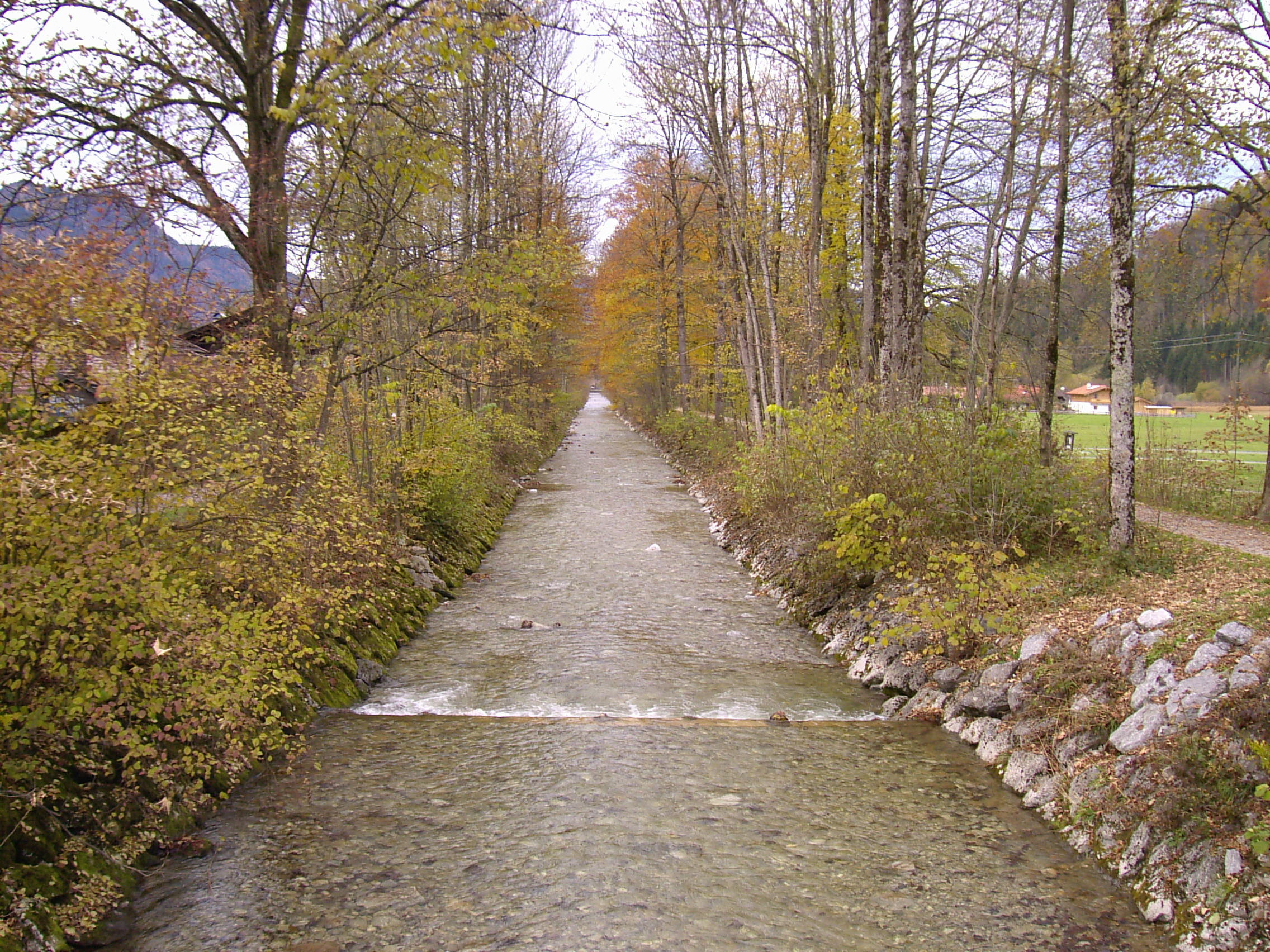
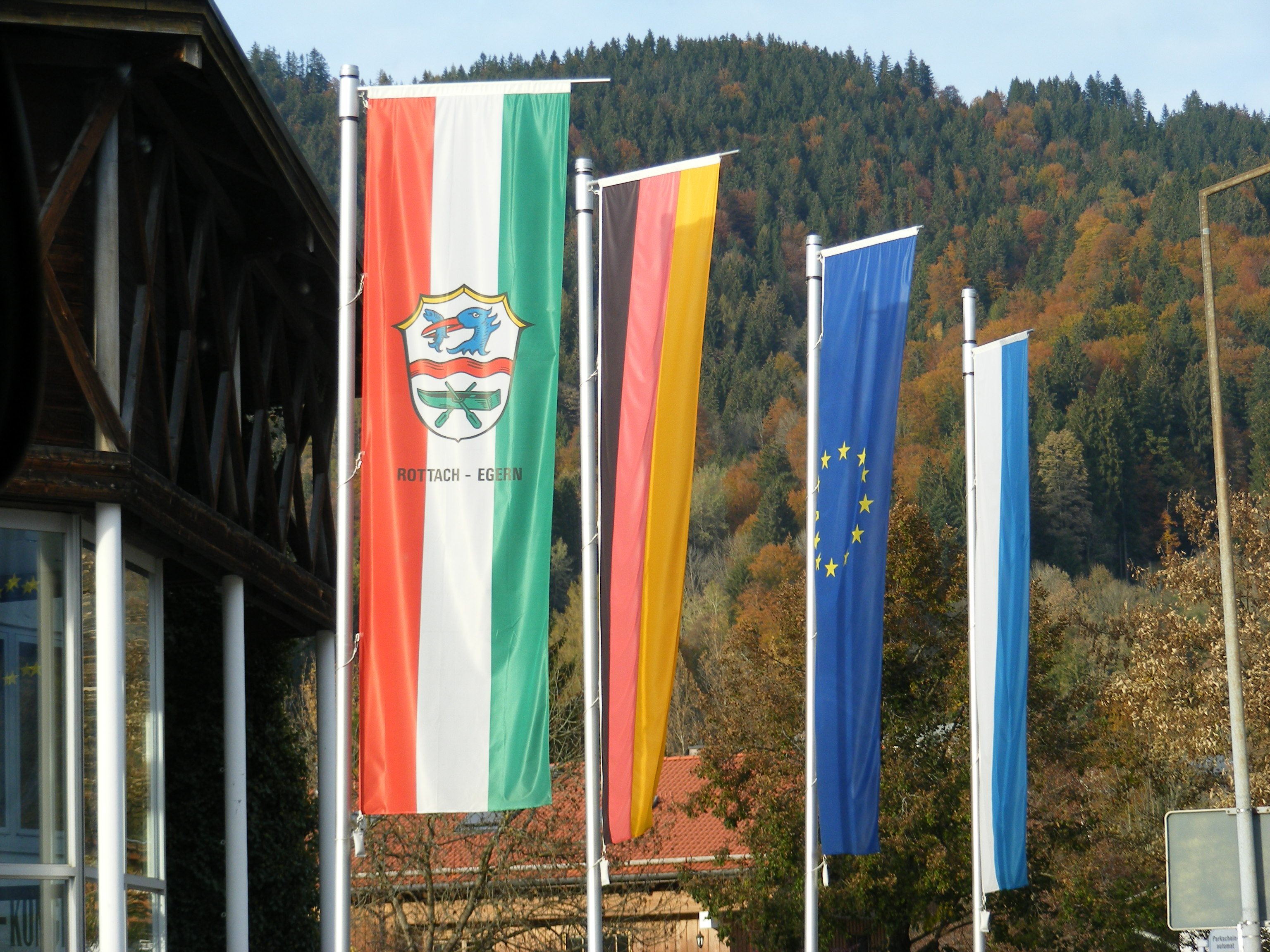
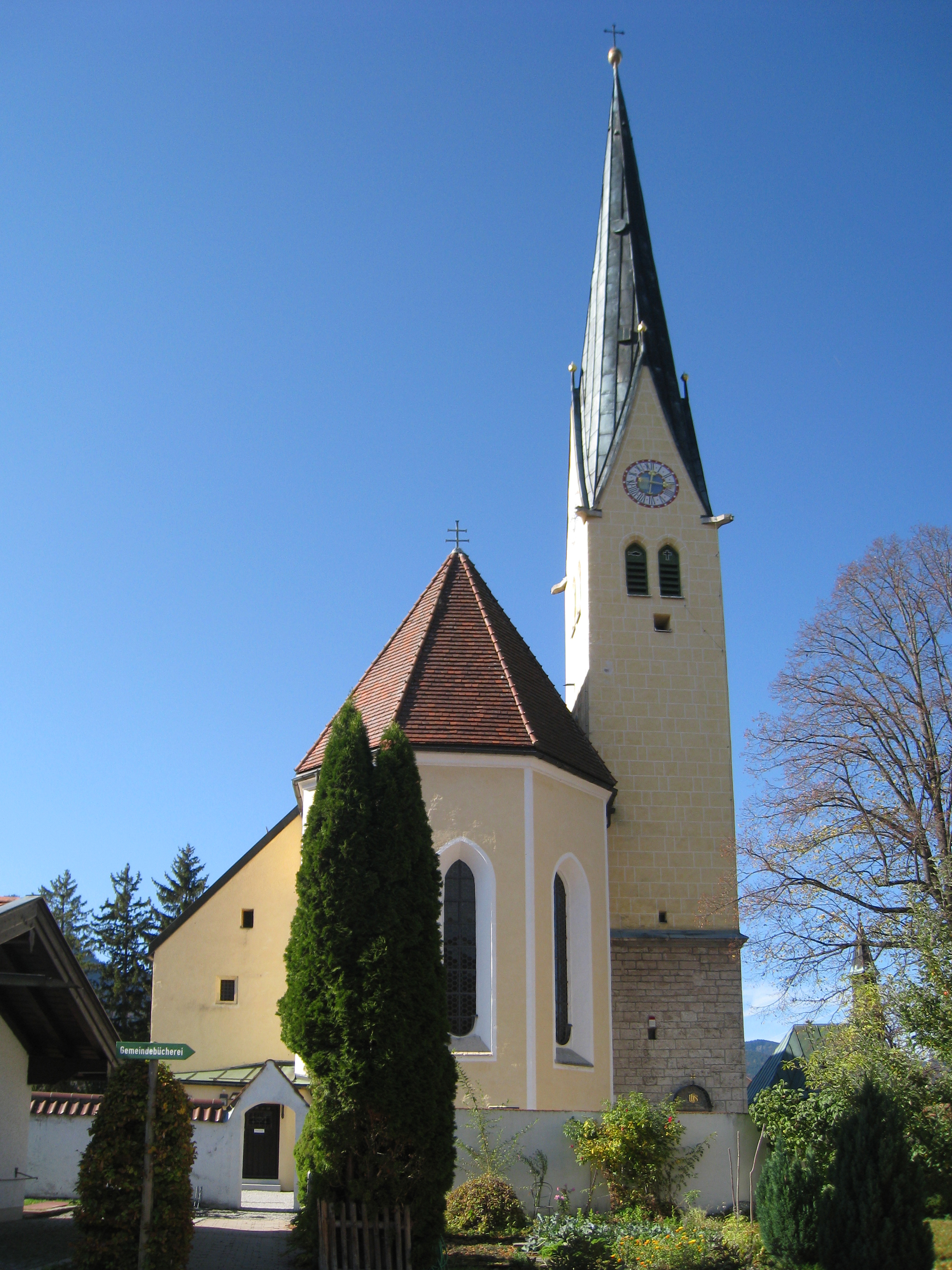
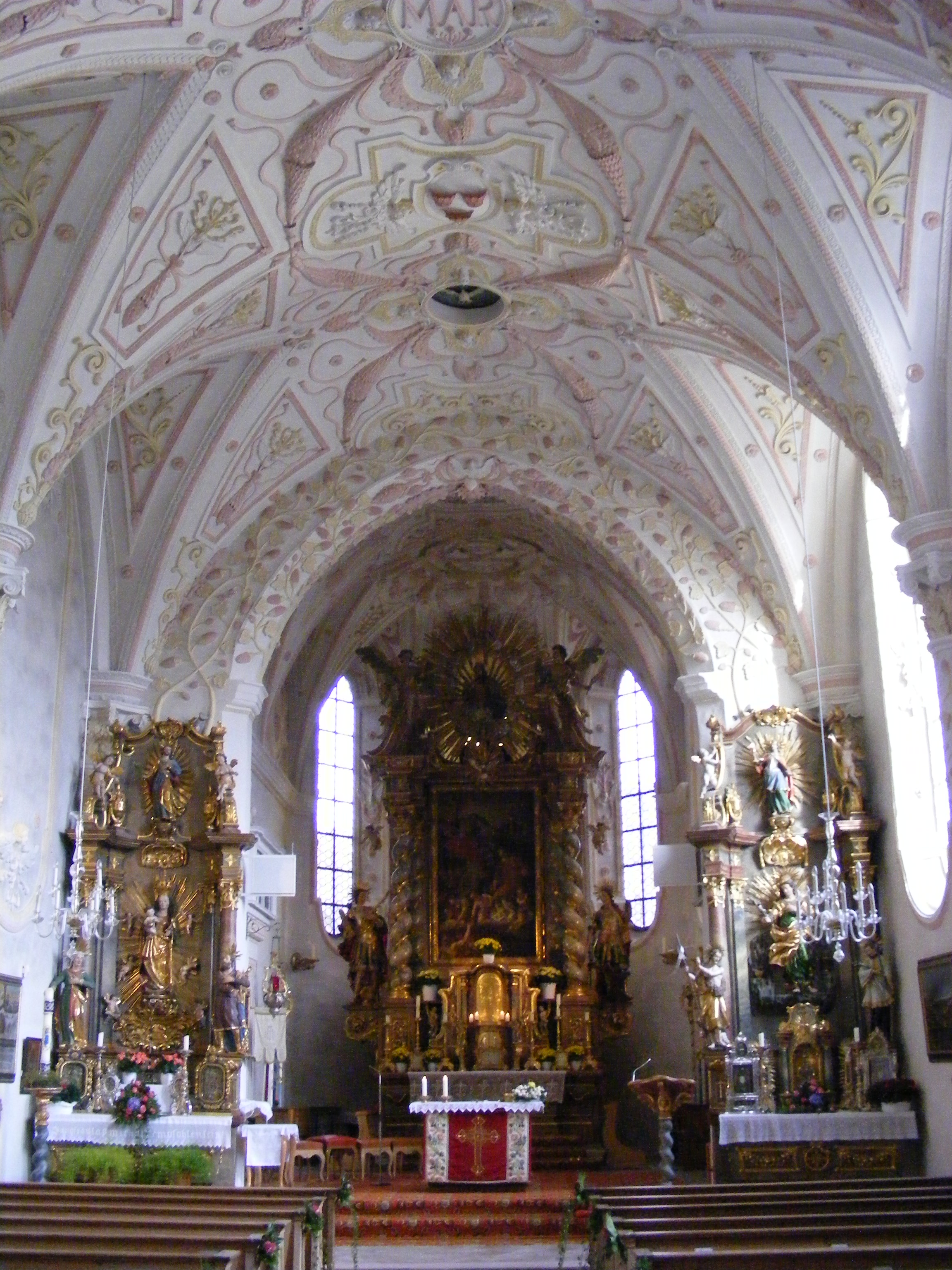
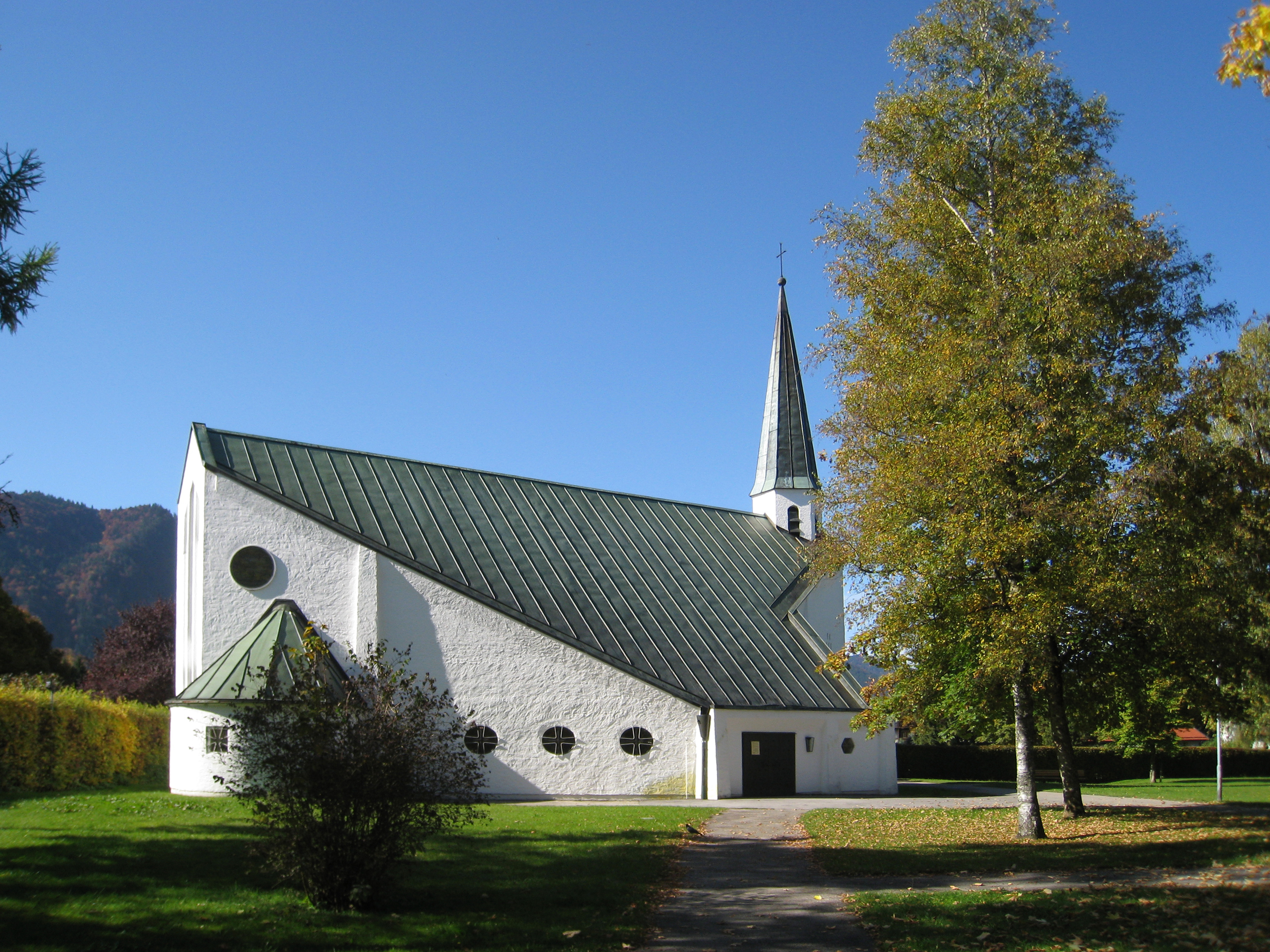